# Троген
Троген (нем. Trogen) — коммуна в Швейцарии, в кантоне Аппенцелль-Ауссерроден. 
Население составляет 1790 человек (на 31 декабря 2006 года). Официальный код  —  3025.
Рядом с поселением находится лагерь (детская деревня) Песталоцци, названная в честь Иоганна Генриха Песталоцци.
Находится на высоте (над уровнем моря) почти километра. Оттуда недалеко до Боденского озера.